# Superliga 2 Masculina de Voleibol de España 2013-14
La Superliga 2 Masculina de Voleibol es la competición liguera masculina de voleibol de segunda categoría en España, promovida por la Real Federación Española de Voleibol (RFEVB). En este artículo se recogen los datos de la temporada 2013-2014.

## Equipos
Equipos participantes en la temporada 2013-2014 en Superliga masculina 2 de voleibol.
| Club                         | Nombre                       | Sede                          | Región               | Pabellón                              |
| ---------------------------- | ---------------------------- | ----------------------------- | -------------------- | ------------------------------------- |
| A.D. Cáceres                 | Cáceres Patrimonio Humanidad | Cáceres                       | Extremadura          | P.M. Teodoro Casado                   |
| CDV Textil Santanderina      | CDV Textil Santanderina      | Cabezón de la Sal (Cantabria) | Cantabria            | Pabellón Municipal                    |
| CV AA Llars Mundet           | CV AA Llars Mundet           | Barcelona                     | Cataluña             | Pabellón Municipal del Carmel         |
| CV Leganés                   | cvleganes.com                | Leganés (Madrid)              | Comunidad de Madrid  | Pabellón Emilia Pardo Bazán           |
| Cyl Palencia 2014            | CyL Palencia 2014            | Palencia                      | Castilla y León      | Campo de la Juventud                  |
| F. C. Barcelona              | F.C. Barcelona               | Barcelona                     | Cataluña             | Parque Deportivo Llobregat (Cornellá) |
| Intasa San Sadurniño         | Intasa San Sadurniño         | San Saturnino (La Coruña)     | Galicia              | P.M. de San Sadurniño                 |
| CV Mediterráneo de Castellón | CV Mediterráneo de Castellón | Castellón de la Plana         | Comunidad Valenciana | Pabellón Pablo Herrera                |
| Náutico Boiro Voleibol       | Naútico Boiro Voleibol       | La Coruña                     | Galicia              | Pabellón A. Cachada                   |

Al haber menos de 14 equipos se disputará una liga de todos contra todos. Ascendieron a la división superior los dos equipos mejor clasificados, sin contar al equipo de la concentración permanente, y descendió a la división inferior el último clasificado.

## Competición
Clasificación tras la disputa de la jornada 18.
| Pos. | Nombre                       | Pts. | J 1 | J 2 | J 3 | J 4 | J 5 | J 6 | J 7 | J 8 | J 9 | J 1 0 | J 1 | J 1 2 | J 1 3 | J 1 4 | J 1 5 | J 1 6 | J 1 7 | J 1 8 |
| ---- | ---------------------------- | ---- | --- | --- | --- | --- | --- | --- | --- | --- | --- | ----- | --- | ----- | ----- | ----- | ----- | ----- | ----- | ----- |
| 1    | CyL Palencia 2014            | 40   | 3   | 3   | 3   | 3   | 3   | 2   | -   | 3   | 0   | 3     | 0   | 3     | 3     | 2     | 3     | -     | 3     | 3     |
| 2    | CDV Textil Santanderina      | 34   | 3   | 0   | 2   | 3   | 3   | -   | 3   | 0   | 3   | 0     | 3   | 3     | 3     | 2     | -     | 3     | 3     | 0     |
| 3    | Cáceres Patrimonio Humanidad | 31   | -   | 3   | 1   | 0   | 3   | 1   | 3   | 3   | 3   | -     | 0   | 3     | 0     | 3     | 2     | 3     | 0     | 3     |
| 4    | CV AA Llars Mundet           | 28   | 3   | 0   | -   | 3   | 0   | 2   | 2   | 3   | 0   | 3     | 3   | -     | 0     | 1     | 0     | 2     | 3     | 3     |
| 5    | CV Mediterráneo de Castellón | 23   | 0   | 3   | 2   | 0   | -   | 1   | 2   | 2   | 3   | 3     | 3   | 0     | 3     | -     | 0     | 1     | 0     | 0     |
| 6    | F.C. Barcelona               | 22   | 0   | -   | 1   | 0   | 3   | 2   | 1   | 1   | 3   | 3     | -   | 0     | 0     | 3     | 1     | 1     | 3     | 0     |
| 7    | cvleganes.com                | 20   | 3   | 1   | 1   | 3   | 0   | 1   | 1   | 0   | -   | 0     | 2   | 0     | 3     | 0     | 3     | 2     | 0     | -     |
| 8    | Naútico Boiro Voleibol       | 17   | 0   | 2   | 2   | -   | 0   | 2   | 0   | 0   | 0   | 0     | 1   | 3     | -     | 1     | 3     | 0     | 0     | 3     |
| 9    | Intasa San Sadurniño         | 1    | 0   | 0   | 0   | 0   | 0   | 1   | 0   | -   | 0   | 0     | 0   | 0     | 0     | 0     | 0     | 0     | -     | 0     |

Pts = Puntos; J = Jornada
|  | Ascenso a Superliga. |
|  | Descenso a Liga FEV. |

### Evolución de la clasificación
| Equipo / Jornada             | 01 | 02 | 03 | 04 | 05 | 06 | 07 | 08 | 09 | 10 | 11 | 12 | 13 | 14 | 15 | 16 | 17 | 18 |
| ---------------------------- | -- | -- | -- | -- | -- | -- | -- | -- | -- | -- | -- | -- | -- | -- | -- | -- | -- | -- |
| CyL Palencia 2014            | 2  | 1  | 1  | 1  | 1  | 1  | 1  | 1  | 1  | 1  | 1  | 1  | 1  | 1  | 1  | 1  | 1  | 1  |
| CDV Textil Santanderina      | 4  | 6  | 4  | 3  | 2  | 2  | 2  | 2  | 2  | 2  | 2  | 2  | 2  | 2  | 2  | 2  | 2  | 2  |
| Cáceres Patrimonio Humanidad |    | 3  | 6  | 7  | 5  | 5  | 4  | 3  | 3  | 3  | 4  | 3  | 4  | 3  | 3  | 3  | 3  | 3  |
| CV AA Llars Mundet           | 1  | 4  | 2  | 2  | 3  | 3  | 3  | 4  | 5  | 6  | 5  | 5  | 5  | 6  | 7  | 6  | 4  | 4  |
| CV Mediterráneo de Castellón | 5  | 5  | 3  | 5  | 6  | 7  | 6  | 5  | 4  | 4  | 3  | 4  | 3  | 4  | 4  | 4  | 5  | 5  |
| F.C. Barcelona               | 6  | 7  | 8  | 8  | 8  | 8  | 7  | 7  | 6  | 5  | 6  | 6  | 7  | 5  | 5  | 7  | 6  | 6  |
| cvleganes.com                | 3  | 2  | 5  | 4  | 4  | 4  | 5  | 6  | 7  | 7  | 7  | 7  | 6  | 7  | 6  | 5  | 7  | 7  |
| Naútico Boiro Voleibol       | 7  | 9  | 7  | 6  | 7  | 6  | 8  | 8  | 8  | 8  | 8  | 8  | 8  | 8  | 8  | 8  | 8  | 8  |
| Intasa San Sadurniño         | 8  | 8  | 9  | 9  | 9  | 9  | 9  | 9  | 9  | 9  | 9  | 9  | 9  | 9  | 9  | 9  | 9  | 9  |

El equipo de la concentración permanente no puede ascender a Superliga.

## Jugadores

### MVP y siete ideal por jornada
Esta tabla muestra los jugadores que cada jornada la RFEVB designa como jugador más valioso (MVP) y como miembro del siete ideal.
| Jugador             | Origen    | Club                         | MVP | 7 id. | 01 | 02 | 03 | 04 | 05 | 06 | 07 | 08 | 09 | 10 | 11 | 12 | 13 | 14 | 15 | 16 | 17 | 18 |
| ------------------- | --------- | ---------------------------- | --- | ----- | -- | -- | -- | -- | -- | -- | -- | -- | -- | -- | -- | -- | -- | -- | -- | -- | -- | -- |
| Carlos Jiménez      | España    | CyL Palencia 2014            | 3   | 5     |    |    |    |    |    | M  |    | *  |    | M  |    |    | M  | *  |    |    |    |    |
| Manuel de Amo       | España    | cvleganes.com                | 2   | 4     |    |    |    | *  |    |    |    |    |    |    | *  |    |    |    | M  | M  |    |    |
| Ramsés Ballesteros  | España    | cvleganes.com                | 1   | 9     | M  |    | *  |    | *  | *  | *  |    |    |    | *  | *  |    |    | *  | *  |    |    |
| Elvis de Oliveira   | Brasil    | CDV Textil Santanderina      | 1   | 6     |    |    |    | *  | M  |    |    | *  | *  | *  |    |    |    |    |    |    | *  |    |
| Óscar Prades        | España    | CV Mediterráneo de Castellón | 1   | 6     |    |    | *  | *  |    |    | M  | *  | *  |    |    |    | *  |    |    |    |    |    |
| Kevin Medina        | España    | Cáceres Patrimonio Humanidad | 1   | 5     |    | M  |    |    | *  |    |    |    |    |    | *  | *  |    |    |    |    |    | *  |
| Pablo Cabrera       | España    | CDV Textil Santanderina      | 1   | 5     | *  |    |    |    |    |    |    |    |    | *  | M  |    | *  |    |    | *  |    |    |
| Cristóbal Álvarez   | España    | Náutico Boiro Voleibol       | 1   | 3     |    |    |    |    | *  |    |    |    |    |    |    | M  |    |    |    |    |    | *  |
| Reynaldo Rogers     | Brasil    | Cáceres Patrimonio Humanidad | 1   | 3     |    | *  |    |    |    |    |    | *  |    |    |    |    |    | *  |    |    |    |    |
| Ignacio Calderé     | España    | CV AA Llars Mundet           | 1   | 2     |    |    |    | M  |    |    |    |    |    |    |    |    |    |    |    |    | *  |    |
| Iván Souto          | España    | Náutico Boiro Voleibol       | 1   | 2     |    |    | M  |    |    |    |    |    |    |    |    | *  |    |    |    |    |    |    |
| Narciso Ábalo       | España    | Náutico Boiro Voleibol       | 1   | 2     |    |    |    |    |    |    |    |    |    | *  |    |    |    |    |    |    |    | M  |
| Ramón Pujol         | España    | CDV Textil Santanderina      | 1   | 2     | *  |    |    |    |    |    |    |    |    |    |    |    |    | M  |    |    |    |    |
| José Mª Castellano  | España    | CyL Palencia 2014            | 1   | 1     |    |    |    |    |    |    |    |    |    | *  |    |    |    |    |    |    | M  |    |
| Marc Ferrer         | España    | F. C. Barcelona              | 1   | 1     |    |    |    |    |    |    |    |    | M  |    |    |    |    |    |    |    |    |    |
| Santiago López      | España    | CV Mediterráneo de Castellón |     | 5     |    |    |    |    |    |    |    | *  |    | *  |    |    | *  |    |    | *  |    | *  |
| Sergi Arranz        | España    | CV AA Llars Mundet           |     | 5     |    |    |    | *  |    | *  | *  |    |    |    |    |    |    |    |    |    | *  | *  |
| Javier Sánchez      | España    | CyL Palencia 2014            |     | 4     |    |    |    |    | *  |    |    | *  |    | *  |    |    |    |    | *  |    |    |    |
| Jordi Marcé         | España    | F. C. Barcelona              |     | 4     |    |    |    |    |    | *  |    |    | *  |    | *  | *  |    |    |    |    |    |    |
| Adrián Vallés       | España    | CV Mediterráneo de Castellón |     | 3     |    |    | *  |    |    |    | *  |    |    | *  |    |    |    |    |    |    |    |    |
| Albert Ruiz         | España    | CV AA Llars Mundet           |     | 3     |    | *  |    |    |    |    |    |    |    |    |    |    | *  |    |    |    | *  |    |
| Carlos Vegas        | Venezuela | F. C. Barcelona              |     | 3     |    |    |    |    | *  | *  | *  |    |    |    |    |    |    |    |    |    |    |    |
| Jesús Gómez         | España    | Cáceres Patrimonio Humanidad |     | 3     |    |    |    |    |    | *  |    |    |    |    | *  | *  |    |    |    |    |    |    |
| Roberto Rojo        | España    | CDV Textil Santanderina      |     | 3     |    | *  |    |    | *  |    |    |    | *  |    |    |    |    |    |    |    |    |    |
| Alfred Argilés      | España    | CV AA Llars Mundet           |     | 2     |    |    | *  |    |    |    |    |    |    |    |    |    |    |    | *  |    |    |    |
| Ángel Galindo       | España    | F. C. Barcelona              |     | 2     |    |    |    |    |    | *  |    |    |    |    |    |    |    | *  |    |    |    |    |
| Antonio del Rey     | España    | Cáceres Patrimonio Humanidad |     | 2     |    |    |    |    |    |    |    |    |    |    |    | *  |    |    |    | *  |    |    |
| Dinca Constantin    | Rumania   | CV Mediterráneo de Castellón |     | 2     |    |    |    |    |    |    |    | *  |    |    |    |    | *  |    |    |    |    |    |
| Eric Hernández      | España    | F. C. Barcelona              |     | 2     |    |    |    |    |    |    |    |    | *  |    |    |    |    |    |    |    | *  |    |
| Francisco Fernández | España    | CyL Palencia 2014            |     | 2     |    |    |    | *  |    |    |    |    |    |    |    |    |    |    | *  |    |    |    |
| Juan Villaescusa    | España    | cvleganes.com                |     | 2     | *  |    |    | *  |    |    |    |    |    |    |    |    |    |    |    |    |    |    |
| Mario Iglesias      | España    | Náutico Boiro Voleibol       |     | 2     |    |    | *  |    |    |    |    |    |    |    |    |    |    | *  |    |    |    |    |
| Óscar Gabas         | España    | F. C. Barcelona              |     | 2     |    |    | *  |    |    |    |    |    |    |    |    |    |    |    |    |    | *  |    |
| Víctor Tey          | España    | CV AA Llars Mundet           |     | 2     |    |    |    |    |    |    |    |    |    |    |    |    |    |    | *  | *  |    |    |
| Adrián Alves        | España    | Náutico Boiro Voleibol       |     | 1     |    |    |    |    |    |    | *  |    |    |    |    |    |    |    |    |    |    |    |
| Albert Graells      | España    | CyL Palencia 2014            |     | 1     |    |    |    |    |    |    |    |    |    |    |    |    |    |    |    |    |    | *  |
| Álvaro Villalba     | España    | CV Mediterráneo de Castellón |     | 1     |    |    |    |    |    |    |    |    | *  |    |    |    |    |    |    |    |    |    |
| Andrés Hernández    | España    | Cáceres Patrimonio Humanidad |     | 1     |    |    |    |    |    |    |    |    |    |    |    |    |    |    |    |    |    | *  |
| Ángel Rodríguez     | España    | CyL Palencia 2014            |     | 1     |    |    |    |    |    |    |    |    |    |    |    |    | *  |    |    |    |    |    |
| César Martín        | España    | CyL Palencia 2014            |     | 1     |    |    |    |    |    |    |    |    |    |    |    |    |    | *  |    |    |    |    |
| Emilio Palacio      | España    | Náutico Boiro Voleibol       |     | 1     |    |    |    |    |    |    | *  |    |    |    |    |    |    |    |    |    |    |    |
| Gabriel del Carmen  | España    | Intasa San Sadurniño         |     | 1     |    | *  |    |    |    |    |    |    |    |    |    |    |    |    |    |    |    |    |
| Ignacio Gómez       | España    | CyL Palencia 2014            |     | 1     |    | *  |    |    |    |    |    |    |    |    |    |    |    |    |    |    |    |    |
| Javier Hernández    |           | Cáceres Patrimonio Humanidad |     | 1     |    |    |    |    |    |    |    |    |    |    | *  |    |    |    |    |    |    |    |
| José M. Giménez     | España    | CyL Palencia 2014            |     | 1     | *  |    |    |    |    |    |    |    |    |    |    |    |    |    |    |    |    |    |
| Kefrén Bravo        | España    | cvleganes.com                |     | 1     | *  |    |    |    |    |    |    |    |    |    |    |    |    |    |    |    |    |    |
| Manuel Navarta      | España    | CV Mediterráneo de Castellón |     | 1     |    | *  |    |    |    |    |    |    |    |    |    |    |    |    |    |    |    |    |
| Marc Marín          | España    | CV Mediterráneo de Castellón |     | 1     |    |    |    |    |    |    |    |    |    |    |    |    |    |    |    | *  |    |    |
| Marcos Piñón        | España    | Intasa San Sadurniño         |     | 1     |    |    |    |    |    |    |    |    |    |    |    |    |    | *  |    |    |    |    |
| Pablo Suárez        | España    | Intasa San Sadurniño         |     | 1     |    |    |    |    |    |    |    |    |    |    |    |    |    |    | *  |    |    |    |
| Raúl Salguero       | España    | CV AA Llars Mundet           |     | 1     | *  |    |    |    |    |    |    |    |    |    |    |    |    |    |    |    |    |    |

### MVP y 7 ideal de la temporada
| Jugador                     | Origen          | Club                                 | Posición   |
| --------------------------- | --------------- | ------------------------------------ | ---------- |
| Javier Sánchez Sergi Arranz | España · España | CyL Palencia 2014 CV AA Llars Mundet | Co         |
| Carlos Jiménez              | España          | CyL Palencia 2014                    | Re         |
| Elvis de Oliveira           | Brasil          | CDV Textil Santanderina              | Ce         |
| Ramsés Ballesteros          | España          | cvleganes.com                        | Op         |
| Óscar Prades                | España          | CV Mediterráneo de Castellón         | Re         |
| Albert Ruiz                 | España          | CV AA Llars Mundet                   | Ce         |
| Jesús Gómez                 | España          | Cáceres Patrimonio Humanidad         | Li         |
|                             |                 |                                      |            |
| Ricardo Maldonado           | España          | CyL Palencia 2014                    | Entrenador |

### Mejores anotadores
En esta sección aparecerán los 10 jugadores con mejor promedio de puntos por set disputado, según las estadísticas de los partidos publicadas por la RFEVB. Para ello es preciso que el jugador haya disputado al menos dos sets por partido.
| Jugador                | Origen | Club                         | Pts. | Sets | P.P.S. | 01 | 02 | 03 | 04 | 05 | 06 | 07 | 08 | 09 | 10 | 11 | 12 | 13 | 14 | 15 | 16 | 17 | 18 |
| ---------------------- | ------ | ---------------------------- | ---- | ---- | ------ | -- | -- | -- | -- | -- | -- | -- | -- | -- | -- | -- | -- | -- | -- | -- | -- | -- | -- |
| Ramses Ballesteros     | España | cvleganes.com                | 255  | 50   | 5,100  | 24 | 9  | 21 |    | 18 | 26 | 25 | 21 |    |    | 31 | 20 | 8  | 11 | 17 | 24 |    |    |
| Óscar Prades           | España | CV Mediterráneo de Castellón | 286  | 62   | 4,613  | 17 | 12 | 28 | 19 |    | 21 | 28 | 19 | 15 | 17 | 15 | 9  | 20 |    | 10 | 26 | 9  | 21 |
| Carlos Jiménez Gallego | España | CyL Palencia 2014            | 246  | 54   | 4,556  | 14 | 12 | 13 | 14 | 15 | 26 |    | 19 | 2  | 21 | 16 | 15 | 21 | 27 | 14 |    | 6  | 11 |
| Reynaldo Rogers        | Brasil | Cáceres Patrimonio Humanidad | 186  | 48   | 3,875  |    | 24 | 18 | 12 | 13 | 9  | 1  | 33 | 11 |    | 18 | 10 | 6  | 14 | 11 |    | 1  | 5  |
| Narciso Ábalo          | España | Náutico Boiro Voleibol       | 204  | 54   | 3,778  | 3  | 19 | 1  |    | 14 | 11 | 16 | 9  | 13 | 20 |    | 13 |    | 12 | 14 | 11 | 22 | 26 |
| Elvis de Oliveira      | Brasil | CDV Textil Santanderina      | 204  | 55   | 3,709  | 8  | 12 | 14 | 10 | 19 |    | 8  | 23 | 11 | 20 | 12 | 10 | 10 | 10 |    | 15 | 13 | 9  |
| Kevin Medina           | España | Cáceres Patrimonio Humanidad | 218  | 59   | 3,695  |    | 22 | 13 | 6  | 16 | 20 | 15 | 19 | 11 |    | 4  | 13 | 14 | 11 | 20 | 14 | 10 | 10 |
| Cristóbal Álvarez      | España | Náutico Boiro Voleibol       | 243  | 66   | 3,682  | 9  | 14 | 13 |    | 21 | 21 | 10 | 14 | 9  | 16 | 19 | 17 |    | 15 | 14 | 14 | 17 | 20 |
| Ángel Galindo          | España | F. C. Barcelona              | 158  | 43   | 3,674  | 7  |    |    |    | 14 | 18 | 16 | 18 | 9  |    |    |    | 10 | 17 | 18 | 18 | 13 |    |
| Manuel de Amo          | España | cvleganes.com                | 208  | 59   | 3,525  | 10 | 21 | 10 | 17 | 7  | 14 | 10 | 12 |    |    | 14 | 11 | 9  | 12 | 17 | 31 | 13 |    |

Pts = Puntos; Sets = Sets disputados con su equipo; P.P.S. = Puntos por set.